# Dimitrije Ljubavić
Dimitrije Ljubavić, scris uneori Liubavici, (n. 1519, Veneția, Republica Veneția – d. 1564, Brașov, Regatul Ungariei Răsăritene) a fost un tipograf sârb care a activat în Țara Românească. Ca urmare a tipăririi unor cărți de cult în limba română începând cu prima jumătate a secolului al XVI-lea în Transilvania (sub influența protestantismului), Mitropolia Ungrovlahiei a inițiat măsuri de contracarare prin tipărirea de cărți liturgice slavone. Prezența și activitatea lui Dimitrije Ljubavić în Țara Românească au stăvilit răspândirea cărților în limba română.
Pe de altă parte, în atelierul său a deprins tehnica tiparului diaconul Coresi, cu care a colaborat între 1557-1558, dar care s-a stabilit ulterior la Brașov, unde i s-a oferit posibilitatea de a tipări cărți nu numai în slavonă, ci și în limba română (prima sa lucrare în română a fost cartea de învățătură protestantă intitulată Întrebarea creștinească, Brașov 1560).